# 高梨柳太郎
高梨 柳太郎（たかなし りゅうたろう、1956年2月10日 - ）は、日本の実業家。神戸新聞社代表取締役社長。大阪府出身。

## 来歴
大阪府立三国丘高等学校26期を経て、1979年に早稲田大学政治経済学部を卒業後、神戸新聞社に入社。編集局社会部長、執行役員地域活動局長などをへて、取締役販売・営業担当や常務取締役企画総務・人事労務担当などを歴任。2017年2月に専務に就任し、2019年2月27日に社長に就任。2025年に代表権のある会長に就任。